# Зотов Віталій Олегович
Віта́лій Оле́гович Зо́тов (* 1997) — український баскетболіст. Учасник Чемпіонату Європи 2022.

## З життєпису
Його мама займалася баскетболом, тато — футболом. Віталій частіше бував з мамою на баскетболі. Записався в секцію у 5 років, відразу ж потрапив до групи хлопців, старших за нього на 3 роки; з ними зайняв 4 місце в Україні. З хлопцями на рік старше став третім, із однолітками — п'ятим. Тренери його помітили і запросили в «Донецьк». 2013 року потрапив в команду дублерів, через рік почалася війна. Віталій поїхав з Донецька.
Станом на 2016 рік — розігруючий збірної та столичного «Будівельника».
Брав участь у першості Європі-2018 U-20 в Фінляндії; посіли восьме місце.
Був в складі студентської збірної України — Зотов Віталій (капітан), Кондраков Юрій, Марченко Кирило, Петров В'ячеслав, Сидоров Ілля — на Універсаді-2019; команда здобула історичну срібну медаль (головний тренер Степановський Віталій Васильович).